# 350 a.C.
Il 350 a.C. (CCCL a.C. in numeri romani) è un anno  del IV secolo a.C.

## Eventi
- Aristotele sostiene la sfericità della Terra basandosi sulle eclissi lunari e altre osservazioni. Egli inoltre discute nella sua opera Organon il ragionamento logico.
- Roma
  - Consoli Marco Popilio Lenate III e Lucio Cornelio Scipione
  - Dittatore Lucio Furio Camillo

## Nati
- Appio Claudio Cieco, politico, letterato e militare romano († 271 a.C.)
- Cassandro, sovrano macedone antico († 297 a.C.)
- Democare, oratore ateniese († 280 a.C.)
- Dicearco, filosofo, geografo e cartografo siceliota († 290 a.C.)

## Morti
- Artemisia II, sovrana greca antica